# Михалис Константину
Михалис Константину (на гръцки: Μιχάλης Κωνσταντίνου) е бивш кипърски футболист, нападател. Най-известен е като играч на гръцките грандове Панатинайкос и Олимпиакос. Той е рекордьор по отбелязани голове за националния отбор на своята страна с 32 гола.

## Клубна кариера
Започва кариерата си в тима на Пралимни. През сезон 1996/97 става голмайстор на Първа дивизия със 17 гола в 25 мача. По това време е забелязан от отбора на ФК Ираклис Солун и е привлечен през лятото на 1997 г. Тимът е в средата на таблицата на гръцката Алфа Етники, но благодарение на силните изяви на Константину стига до участие в Купата на УЕФА. Най-резултатният сезон в кариерата на кипъреца е 1999/00, когато той вкарва 22 гола в 31 мача. Само два гола го делят от голмайсторския приз, който отива при Димитрис Налитзис.
През лятото на 2001 г. е привлечен от Панатинайкос за 15 милиона евро – рекордна сума по това време за трансфер в гръцкото първенство. През сезон 2001/02 Панатинайкос достига 1/4-финалите в Шампионска лига, където отпада от Барселона. Константину вкарва гол от центъра на терена в реванша, но това не се оказва достатъчно за „детелините“ да преодолеят каталунците. През сезон 2003/04 е постигнат „златен дубъл“ – титлата на страната и Купата на Гърция. През сезон 2004/05 кипърецът вкарва 15 гола в 30 мача, но решава да не удължи договора си с Панатинайкос, разчитайки на трансфер в чужбина.
След като не успява да привлече интереса на чуждестранните клубове, Константину подписва с големия съперник на Панатинайкос – Олимпиакос. Престоят на Константину в Пирея започва успешно със спечелването на титлата и купата, като той вкарва 10 гола в 21 мача. Нападателят обаче започва да страда от контузии, а привличането на Дарко Ковачевич и Ломана Луа Луа в нападението ограничава шансовете му за изява. Все пак за три сезона в Олимпиакос Константину печели шест трофея.
През лятото на 2008 г. се завръща в Ираклис. Само след половин сезон обаче решава да се върне в Кипър и подписва с Омония Никозия, Скоро опитният нападател поема лидерска роля в тима и през сезон 2009/10 печели титлата на страната. През сезон 2010/11 е завоювана и Купата на Кипър. Следват по един сезон в Анортосис и АЕЛ Лимасол.

## Национален отбор
Дебютира за националния отбор на Кипър в мач с Албания през август 1998 г. Първите си два гола вкарва на Сан Марино на 10 февруари 1999 г. Изиграва 85 мача, в които вкарва 32 гола в квалификации за Световни и Европейски първенства и приятелски мачове.

## Успехи

### Клубни
- Гръцка Суперлига – 2004, 2006, 2007, 2008
- Купа на Гърция – 2004, 2006, 2008
- Суперкупа на Гърция – 2007
- Кипърска Първа дивизия – 2010
- Купа на Кипър – 2011
- Суперкупа на Кипър – 2010

### Индивидуални
- Голмайстор на Първа дивизия на Кипър – 1997
- Най-добър играч в Купата на Гърция – 2004, 2006